# Physorhinus galapagoensis
Physorhinus galapagoensis là một loài bọ cánh cứng trong họ Elateridae. Loài này được Waterhouse miêu tả khoa học năm 1845.